# Elenora (inslagkrater)
Elenora is een inslagkrater op de planeet Venus. Elenora werd in 2003 genoemd naar Elenora, een Duitse meisjesnaam.
De krater heeft een diameter van 4,5 kilometer en bevindt zich in het quadrangle Bereghinya Planitia (V-8).